# Jamie Webb
Jamie Webb (18 marzo 1993) è un mezzofondista britannico.

## Biografia
Ha studiato chimica ed ha conseguito un master presso l'Università di Loughborough. Al di fuori dell'attività agonistica insegna a tempo pieno presso la Harris Academy South Norwood di Londra.
Ai campionati europei di atletica leggera indoor di Glasgow 2009 ha vinto la medaglia d'argento nella corsa degli 800 metri piani maschili.

## Palmarès
| Anno | Manifestazione          | Sede       | Evento      | Risultato  | Prestazione | Note                          |
| ---- | ----------------------- | ---------- | ----------- | ---------- | ----------- | ----------------------------- |
| 2015 | Europei U23             | Tallinn    | 800 m piani | Semifinale | 1'50"04     |                               |
| 2016 | Europei                 | Amsterdam  | 800 m piani | Batteria   | 1'53"75     |                               |
| 2019 | Europei indoor          | Glasgow    | 800 m piani | Argento    | 1'47"13     | Miglior prestazione personale |
| 2019 | Mondiali                | Doha       | 800 m piani | Semifinale | 1'48"44     |                               |
| 2021 | Europei indoor          | Toruń      | 800 m piani | Bronzo     | 1'46"95     |                               |
| 2022 | Giochi del Commonwealth | Birmingham | 800 m piani | 4º         | 1'48"60     |                               |